# Jillionaire
Jillionaire, pseudonimo di Christopher Leacock (Port of Spain, 3 aprile 1978), è un disc jockey e produttore discografico trinidadiano.
È meglio conosciuto per essere stato membro del progetto musicale Major Lazer, insieme a Diplo e a Walshy Fire. Ha anche pubblicato nel 2014 un EP chiamato fresh con Salvatore Ganacci con la etichetta Universal Music
Con oltre 15 anni di esperienza, Jillionaire ha creato un sound unico, con i ritmi caraibici del soca e dancehall. Nel 2010 la sua ascesa alla fama è iniziata quando è andato al WOMAD Festival in Nuova Zelanda e ha mostrato il suo talento di fronte a centinaia di spettatori. Nel 2011, è entrato nel gruppo dei Major Lazer insieme a Walshy Fire, a causa della separazione con Switch.

## Major Lazer
Principalmente i Major Lazer era composto dai DJ Switch e Diplo, ma nel 2011 entrambi decisero di separarsi a causa della decisione di Switch di iniziare una sua carriera solista. Da allora, Jillionaire e Walshy Fire hanno sostituito Switch. Insieme a Diplo, hanno pubblicato due album in studio e un EP: Free the Universe, Apocalypse Soon e Peace Is the Mission. Nel 2019, Jillionaire ha abbandonato il gruppo lasciando il posto a Ape Drums.

## Lavoro supplementare
Al di là dei Major Lazer, ha lavorato con diversi artisti come per esempio: Salvatore Ganacci nel suo EP Fresh, con Swick in Ants Nests Feat. T.O.K, e con Phat Deuce in FI DI GAL DEM con Mr. Lexx. Ha anche creato un account SoundCloud, dove ha pubblicato la maggior parte dei suoi assoli e contributi.

## Discografia
- 2014 - Jillionaire* & Salvatore Ganacci* Ft. Sanjin (2) – Fresh  (2014)

### Con i Major Lazer
- 2013 - Free the Universe
- 2014 - Apocalypse Soon
- 2015 - Peace Is the Mission